# Machadinho
Machadinho é um município brasileiro do estado do Rio Grande do Sul.

## História
Machadinho era o 11º distrito de Lagoa Vermelha, com o nome de Pinhal do Machadinho, criado em 24 de abril de 1923 e elevado a vila em 31 de março de 1938, quando seu nome foi reduzido para Machadinho. 
O município, atualmente está buscando novas alternativas de desenvolvimento através do turismo, ecoturismo e turismo de negócios, com a construção de uma parque aquático já em funcionamento, da exploração de trilhas que levam à cachoeiras e da Festchêmate - Feira de Indústria, Comércio e Agropecuária.
A população do município de Machadinho é de maioria descendentes de italianos, tendo também traços da imigração alemã e polonesa na região.
A emancição do município ocorreu em 28 de maio de 1959.

## Geografia
Localiza-se a uma latitude 27º34'01" sul e a uma longitude 51º40'04" oeste, estando a uma altitude de 757 metros.
Possui uma área de 333,55 km e sua população estimada em 2004 era de 4.902 habitantes.

## Subdivisões

### Distritos
| Distrito   | População |
| ---------- | --------- |
| Bela Vista | 900       |
| Machadinho | 5000      |